# Wynn Bullock
Wynn Bullock (18 de abril de 1902 - 16 de noviembre de 1975) fue un fotógrafo estadounidense.
Cuando apenas tenía cinco años su familia se trasladó a vivir a Pasadena en California por lo que realizó sus estudios básicos en esta ciudad. En 1922 se fue a estudiar idiomas, música y canto a la Universidad de Columbia de Nueva York y pronto comenzó a actuar como cantante en revistas musicales de Broadway, dedicándose durante cuatro años a esta profesión. En 1925 se casó con Mary Elizabeth McCartey con la que tuvo dos hijos antes de divorciarse en 1941. En torno a 1927 o 1928 viajó a París con el fin de mejorar su técnica de canto, allí conoció la obra de los impresionistas lo que supuso que se iniciase su interés por la fotografía. Entre 1932 y 1938 comenzó estudios de derecho, animado por su madre que era juez, pero decepcionado por ellos comenzó a estudiar fotografía en el Centro de Arte de Los Ángeles teniendo entre otros profesores a Edward Kaminski, al finalizarlos abrió un estudio fotográfico en esta ciudad en 1941. Dos años después obtuvo la concesión para realizar las fotografías en el Camp Cooke y en Santa María, lo que le permitió casarse con Edna J. Earle, con ella tendría dos hijos.
Interesado en los aspectos técnicos, su obra fotográfica tenía carácter experimental por lo que sus fotografías estaban manipuladas, un procedimiento que empleaba con frecuencia era la solarización de la que llegó a obtener una patente. Sin embargo, al conocer a Edward Weston en 1948 se adhirió a la corriente de la straight photography (fotografía directa). En 1955 se dedicó a preparar la exposición The Family of Man donde presentó dos fotografías, una titulada Child in Forest que incluía un desnudo en el bosque y tenía gran contenido simbólico al presentar la fotografía como una metáfora, pero que fue origen de gran controversia, mientras que otra titulada Let There Be Light representaba el sol sobre el horizonte y se consideró la más popular en una encuesta. A partir de 1957 volvió a la fotografía experimental utilizando el color y la iluminación para crear obras de tipo abstracto con la denominación de Color Light Abstractions. Está considerado como un teórico de la fotografía a la que aplicaba sus teorías sobre el espacio y el tiempo en la contemplación de lo que le rodeaba.
Desde 1959 trabajó como freelance, también se dedicó a impartir cursos y dar conferencias en diferentes instituciones entre las que se encontraban el Instituto de Diseño de Chicago, el Colegio Estatal de San Francisco o la Universidad de Santa Clara de California. Recibió numerosos reconocimientos, entre los que se incluyen el premio anual de los fotógrafos profesionales de Carolina del Norte en 1960, un certificado de excelencia en la exposición de Arts Director Club en 1961 y miembro honorario del Camera Craftsmen en 1970.